# Blue Dragon RalΩGrad
Blue Dragon RalΩGrad (BLUE DRAGON ラルΩグラド Burū Doragon Raru Gurado?) es un manga escrito por Tsuneo Takano y dibujado por Takeshi Obata. Fue publicado en la revista Shōnen Jump entre el 2006 y el 2007, consta de 29 capítulos más un epílogo que fueron compilados en 4 tankōbon. Está basado el videojuego Blue Dragon.

## Argumento
La historia está situada en un mundo de luz (tridimensional) y otro de oscuridad (bidimensional) donde habitan las sombras. Guiadas por la reina Opsquria las sombras empiezan a invadir el mundo de la luz hospedándose, controlando o devorando los seres de éste. Algunas sombras no están de acuerdo con la reina Opsquria ya que estando en el mundo de luz dependen de los seres que habitan en él. Para poder derrotar a la reina Opsquria y devolver las sombras a su mundo, Ral, un chico que pasó sus quince años de vida encerrado por tener una sombra hospedada en él, es liberado para ayudar a derrotar las sombras. Así, Ral, junto a Mio, su tutora que le enseñó todo lo que sabe y Grad, la sombra en forma de dragón azul que se hospeda en él, emprenden un viaje en busca de Opsquria.

## Sombras
Son seres que nacen en el mundo de la oscuridad y carecen de cuerpo propio, por lo que actúan como parásitos de los seres de luz, como los humanos, controlándolos desde dentro. También animales y plantas. Existen cuatro tipos de sombra:
1. Primeros o parásitos: Si el anfitrión da su permiso, la criatura se funde con la sombra del mismo.
2. Segundos o corrosivos: Devoran al anfitrión desde dentro, apoderándose de su mente y cuerpo hasta que se puede alternar perfectamente cualquiera de sus dos formas.
3. Terceros o acumulativos. Los más poderosos y destructivos. Devoran tanto seres vivos como a otras sombras y apoderándose de sus fuerzas y habilidades. No solo pueden adoptar la forma humana, sino también la de todas las criaturas que hayan derivado con anterioridad. Sin embargo, apenas pueden acumular el conocimiento de un humano por muchos que coman.
4. Especial o "amigo". El humano puede usar el poder de la sombra con el consentimiento de esta.

## Personajes
- Ral: Un joven que alberga en su interior a la sombra-dragón Grad. Ha estado encerrado dentro de una jaula en las mazmorras del castillo durante quince años. Nada más ser liberado, y después de descubrir el cuerpo de Mio, ha desarrollado una enorme afición a las mujeres. Afirma enfrentarse a las sombras solo por ellas.
- Grad: Es un Dragón Azul, un Dilemonstre. Su poder supera con creces la mayoría de las Sombras. La relación que mantiene con su anfitrión Ral es como la de ninguna otra sombra. Es del tipo "especial" y Ral lo califica como "amigo".
- Mio: Tutora de Ral. Ha pasado toda su vida con él y es en quien el joven más confía, ya que les une un vínculo indestructible. Es una experta en sombras y acompaña a Ral en su viaje para acabar con la reina Opsquria.
- Aia: Una niña que estaba encerrada en las mazmorras al igual que Ral
- Kafka: Caballero apodado "La chaîne rode" o "Kafka de los rosales". Se une a Ral.
- Nui: Perro que detecta cuando un humano está poseído por una sombra.
- Sunsu: Niño que se une a Ral para rescatar a su hermana, secuestrada por las Sombras.
- Malero: Hombre a quien Ral ha dejado encargo de la protección del castillo.
- Ganette: Guerrero increíble que también planea derrotar a Opsquria, tras cuyos pasos avanzan Ral y los demás.
- Senol: Chica que acompaña a Ganette.
- Leela: Chica que acompaña a Ganette.
- Opsquria: Reina de las Sombras. Le gusta lo hermoso y actúa como parásito de las chicas guapas. Absorbe la esencia de sus víctimas para hacerse cada vez más hermosa y, una vez las ha exprimido al máximo, las cambia por otras nuevas.

## Volúmenes
| Volumen 1 "Promise (Promesa)" | ISBN | Publicado                   |
| Volumen 1 "Promise (Promesa)" | ISBN 978-4-08-874376-9 ISBN 978-84-8357-548-2 | 4 de abril de 2007          |
| | |                             |
| Contiene los capítulos: - 1. Promise (Promesa) - 2. Back (De vuelta) - 3. Ready (Listo) - 4. Flower (Flor) - 5. Dog (Perro) - 6. Honey (Miel) - 7. Weakness (Debilidad) | Contiene los capítulos: - 1. Promise (Promesa) - 2. Back (De vuelta) - 3. Ready (Listo) - 4. Flower (Flor) - 5. Dog (Perro) - 6. Honey (Miel) - 7. Weakness (Debilidad) | Personaje de la carátulaRal |

| Volumen 2 "Pride (Orgullo)" | ISBN | Publicado                   |
| Volumen 2 "Pride (Orgullo)" | ISBN 978-4-08-874388-2 ISBN 978-84-8357-549-9 | 4 de julio de 2007          |
| | |                             |
| Contiene los capítulos: - 8. Glasses (Anteojos) - 9. Block (Bloqueo) - 10. Shut (Cerrado) - 11. Pride (Orgullo) - 12. Sword (Espada) - 13. Boat (Bote) - 14. Fishing (Pescando) - 15. Snake (Serpiente) | Contiene los capítulos: - 8. Glasses (Anteojos) - 9. Block (Bloqueo) - 10. Shut (Cerrado) - 11. Pride (Orgullo) - 12. Sword (Espada) - 13. Boat (Bote) - 14. Fishing (Pescando) - 15. Snake (Serpiente) | Personaje de la carátulaRal |

| Volumen 3 "Change (Cambio)" | ISBN | Publicado                                          |
| Volumen 3 "Change (Cambio)" | ISBN 978-4-08-874416-2 ISBN 978-84-8357-550-5 | 4 de septiembre de 2007                            |
| | |                                                    |
| Contiene los capítulos: - 16. Vexation (Contrariedad) - 17. Confess (Confesar) - 18. Companion (Compañero) - 19. Next (Siguiente) - 20. Change (Cambio) - 21. Freedom (Libertad) - 22. Doll (Muñeca) | Contiene los capítulos: - 16. Vexation (Contrariedad) - 17. Confess (Confesar) - 18. Companion (Compañero) - 19. Next (Siguiente) - 20. Change (Cambio) - 21. Freedom (Libertad) - 22. Doll (Muñeca) | Personaje de la carátulaRalMioAiaGanetteKafkaSunsu |

| Volumen 4 "Friend (Amigo)" | ISBN | Publicado                                      |
| Volumen 4 "Friend (Amigo)" | ISBN 978-4-08-874437-7 ISBN 978-84-8357-551-2 | 2 de noviembre de 2007                         |
| | |                                                |
| Contiene los capítulos: - 23. Immortal (Inmortal) - 24. Fate (Destino) - 25. Scream (Grito) - 26. Strength (Fuerza) - 27. Awake (Despierto) - 28. Run (Corre) - 29. Friend (Amigo) | Contiene los capítulos: - 23. Immortal (Inmortal) - 24. Fate (Destino) - 25. Scream (Grito) - 26. Strength (Fuerza) - 27. Awake (Despierto) - 28. Run (Corre) - 29. Friend (Amigo) | Personaje de la carátulaRalGanetteOpsquriaYaya |